# La Armuña
|  | Per a altres significats, vegeu «Armuña». |

La Armuña és una comarca de la província de Salamanca (Castella i Lleó). Els seus límits estan marcats al sud pel riu Tormes. En la seva part nord limita amb les províncies de Zamora i Valladolid. El seu nom prové de l'àrab i vol dir l'hort. Ocupa una superfície de 700,47 km².

## Municipis
Aldeanueva de Figueroa, Arcediano, Cabezabellosa de la Calzada, Cabrerizos, Calzada de Valdunciel, Castellanos de Moriscos, Castellanos de Villiquera, El Pedroso de la Armuña, Espino de la Orbada, Forfoleda, Gomecello, La Orbada, La Vellés, Monterrubio de Armuña, Moriscos, Negrilla de Palencia, Pajares de la Laguna, Palencia de Negrilla, Parada de Rubiales, Pedrosillo el Ralo, Pitiegua, San Cristóbal de la Cuesta, Tardáguila, Torresmenudas, Topas, Valdunciel, Valverdón, Villamayor, Villares de la Reina i Villaverde de Guareña.

## Història
Les primeres referències existents a La Armuña daten del segle X durant les repoblacions, sent nomenada per primera vegada amb aquest nom en documents relatius a les campanyes d'Almansor del 980. Abans, en el 939, després de la victòria de Ramir II de Lleó a la batalla de Simancas, la presència cristiana va començar a notar-se a pesar dels atacs musulmans, a l'iniciar-se la repoblació de la zona amb astur-lleonesos, cántabres, basc-navarresos i riojans. En el regnat d'Alfons VI de Castella (1072/1109) comença a assentar-se la frontera amb els musulmans i el rei encarrega a Ramon de Borgonya, el seu gendre, dirigir la repoblació de la zona, que va continuar durant el regnat d'Alfons VII de Castella (1126/1157).
Durant la Repoblació els enviats del rei eren els encarregats de distribuir la terra. La perllongada repoblació va permetre que els pobladors de La Armuña tinguessin diverses procedències. Durant l'Edat Mitjana, el Cabildo de la Catedral de Salamanca va ser adquirint terres donant origen a l'Abadengo de la Armuña, que era una senyoria pertanyent al Cabildo de la Catedral, i estava format per Arcediano, La Vellés, Negrilla de Palencia, Palencia de Negrilla, Carbajosa de Armuña i La Mata de Armuña, però la seva formació va suposar una sèrie de plets amb el Concejo de Salamanca, que volia recuperar la seva jurisdicció. A més d'aquestes localitats el cabildo va ser adquirint més terres de La Armuña progressivament, i també van augmentar les donacions a causa de la Pesta Negra que va assolar Europa entre 1347 a 1350. Van desaparèixer poblacions petites i es va experimentar un augment de la religiositat.
Ja a la fi de l'Edat Mitjana i fins al segle xviii la població en la Armuña va ser decreixent a poc a poc, en aquests anys nombrosos pobles es van anar despoblant convirtiendose en deveses i alquerías. El motiu estava en el desplaçament de població, abandonaven les seves localitats i es marxaven a altres localitats. Carles III va tractar de pal·liar la situació amb la creació en 1769 d'una Junta de Repoblació, però va fracassar i va acabar per desaparèixer en 1801.
En 1807 arribaren a la Província de Salamanca les tropes de Napoleó, amb el pretext d'envair Portugal, aliat d'Anglaterra. La Armuña no va viure grans combats durant la Guerra del Francès, però si va sofrir diverses escaramusses, saquejos i incendis de les tropes franceses. Per les seves terres van passar sense arribar a enfrontar-se les tropes del duc de Wellington i de Marmont, sofrint les conseqüències els camperol de La Armuña. El 1836 s'hi va dur a terme la desamortització de Mendizabal, però no hi va tenir gran repercussió, encara que la noblesa i la burgesia van veure ampliades les seves propietats en La Armuña en perjudici de l'Església.
Ja a la fi del segle xix La Armuña va patir l'epidèmia de còlera de 1885, sent la zona de la província de Salamanca més afectada. Novament, en 1918, va sofrir greument les conseqüències de l'anomenada grip espanyola. En el segle xx la població de La Armuña s'ha ressentit per l'emigració, primer a l'estranger i després a les ciutats. Fins als anys seixanta l'alta natalitat va pal·liar els efectes de l'emigració, però amb l'inici d'un gradual descens de la natalitat i els corrents migratoris, els municipis de La Armuña han perdut progressivament població, amb l'excepció de Villamayor i Villares de la Reina, gràcies a la proximitat amb Salamanca.